# المشاعر المعادية لباكستان
المشاعر المعادية لباكستان أو رهاب باكستان (باكوفوبيا) تشير إلى الكراهية أو العداء تجاه باكستان والباكستانيين والثقافة الباكستانية، وتتراوح بين انتقاد السياسات العامة والخوف. عكس المشاعر المعادية لباكستان هي المشاعر المؤيدة لباكستان.

## الهند

### فكريًا
ترفض الدولة الهندية رسميًا صحة نظرية الدولتين، وهي فكرة تقول إن المسلمين الهنود أمة مختلفة ويحتاجون إلى وطن مستقل في جنوب آسيا. على المستوى الشعبي كان هناك العديد من التجمعات المناهضة لباكستان والتي شملت حرق أو تدنيس الأعلام الباكستانية. كثيرًا ما تستخدم الأحزاب السياسية اليمينية الهندية المشاعر المعادية لباكستان لحشد الأصوات.

#### انتقادات الكونغرس العلماني
أراد القوميون العلمانيون بقيادة موهانداس غاندي وجواهر لال نهرو تحويل ما كان يسمى الهند البريطانية والولايات الـ 562 التي كانت تحت الحكم البريطاني إلى دولة علمانية ديمقراطية واحدة. قال نهرو في مقابلة مع ليونارد موسلي إنّه وزملاءه من أعضاء الكونغرس كانوا متعبين بعد حركة الاستقلال، لذلك لم يكونوا مستعدين لمواصلة القضية لسنوات مع الرابطة الإسلامية، إذ قال «توقعنا أن هذا التقسيم سيكون مؤقتًا، وأن باكستان ستعود إلينا.» اعتقد غاندي أيضًا أنه سيتم التراجع عن التقسيم. صرحت لجنة كونغريس الهند في قرار صدر بتاريخ 14 يونيو/ حزيران عام 1947 بأن «تشكل الجغرافيا والجبال والبحار الهند كما هي، ولا يمكن لأي منظمة بشرية تغيير هذا الشكل أو تغيير مصيرها النهائي.. سينظر إلى مشاكل الهند من منظور صحيح عندما تهدأ المشاعر الحالية، وسيسقط مبدأ الدولتين المزيف». اقتبس فابالا منون (الذي كان له دور مهم في انتقال السلطة عام 1947) من أبو الكلام آزاد وهو سياسي كبير آخر في الكونغرس، والذي قال إنّ «التقسيم فقط لخريطة البلاد وليس في قلوب الناس، وأنا متأكد من أنه سيكون تقسيمًا قصير الأجل». صرّح أشاريا كريبالاني رئيس الكونغرس خلال أيام التقسيم بأنه جعل الهند «دولة قوية وسعيدة وديمقراطية واشتراكية» وسيضمن هذا الشكل «أن تستعيد الهند الأقسام المنشقة إلى حضنها... لأن الحرية التي حققناها لا يمكن أن تكتمل بدون وحدة الهند». إلا أنّ ساروجيني نايدو وهي عضو آخر في الكونغرس قالت إنها «لا تعتبر علم الهند الحالي يمثل الهند لأنها منقسمة، وهذا مجرد انقسام جغرافي مؤقت. لا توجد روح انقسام في قلب الهند».
يعطي بول براس تقييمًا أكثر عمومية: «أعرب العديد من المتحدثين في الجمعية التأسيسية عن اعتقادهم بأن الهند ستستعيد وحدتها في النهاية».

#### انتقادات القومية الهندوسية
يدعم اتباع القومية الهندوسية في الهند فكرة أخاند بارات «الهند غير المقسمة» ويعتبرون تقسيم الهند عملًا غير شرعي. أصدرت لجنة عموم الهند البرلمانية للهندوس المهاسابها في أوائل يونيو/ حزيران عام 1947 قرارًا جاء فيه
«تستنكر اللجنة بشدة خيانة المؤتمر الوطني الهندي للبلاد بالموافقة على تقسيم الهند دون استفتاء بعد أن أعطى تأكيدًا حازمًا للناخبين الهندوسيين بأنه سيقف بجانب وحدة الهند وسيعارض تقسيمها، وتعلن اللجنة أنّ القومية الهندوسية ليست ملتزمة بهذا الالتزام مع الكونغرس، وتؤكد من جديد أنَّ الهند بلد واحد وغير قابل للتجزئة ولن يكون هناك سلام أبدًا ما لم تعود المناطق المنفصلة إلى الاتحاد الهندي كجزء لا يتجزأ منها».
ذكر الصحفي إريك مارغوليس «بالنسبة إلى القوميين الهندوس فإن استمرار وجود باكستان يشكل تهديدًا على الاتحاد الهندي، بالإضافة إلى إهانة مؤلمة لإحساسهم بالأهمية الوطنية وتذكير بعدوهم التاريخي المكروه إمبراطورية المغول المسلمة». يعتبر حزب بهاراتيا جانا سانغ الحزب الحاكم الحالي الذي نجا بعد انقسامه، وقال في بيان له: «الهدف الأكبر للسياسة الخارجية للهند هو إعادة ضم باكستان إلى الهند غير المقسمة» كان أعضاء القومية الهندوسية الذين شاركوا في هدم مسجد بابري يرددون شعار: «أحفاد بابور، اذهبوا إلى باكستان أو إلى المقبرة!»، وبالتالي فهم يعتبرون باكستان الحديثة امتدادًا للاستعمار الإسلامي في المنطقة.
رأى الزعيم مادهاف غولووكر أحد أهم الأصوات القومية الهندوسية باكستان «عدوانًا إسلاميًا» مستمرًا ضد الهندوس: «الحقيقة المجردة هي وجود دولة إسلامية عدوانية كانت منقسمة عن وطننا الأم، أعلنّا في سانغ منذ اليوم الذي نشأت فيه باكستان أنها حالة واضحة من العدوان الإسلامي المستمر، وقد وضحنا هذه الحقيقة التاريخية على مدى السنوات العديدة الماضية، أكد ذلك المؤرخ العالمي الشهير البروفيسور أرنولد توينبي الذي زار بلادنا مرتين ودرس تطورنا الوطني في أماكن قريبة وكتب مقالًا يوضح المنظور التاريخي الصحيح للتقسيم، حيث صرح بوضوح بأن إنشاء باكستان هو الخطوة الأولى الناجحة للمسلمين في القرن العشرين لتحقيق حلمهم البالغ من العمر ألفًا ومئتي عام في إخضاع هذا البلد».

### السيخ
رُفع شعار الموت لباكستان من قِبل زعيم السيخ تارا سينغ في مارس/ آذار عام 1947، بعد فترة وجيزة من استقالة حكومة الحزب الوحدوي لمالك خيزار حياة تيوانا في بنجاب، والإعلان أنّ الرابطة الإسلامية سوف تتولى مقاليد الحكم الإقليمي. تبعت استقالة حكومة خيزار تيوانا المؤلفة من المسلمين والهندوس والسيخ الاضطرابات الناجمة عن الدعوة التي وجهتها رابطة المسلمين في يوم العمل المباشر في العام السابق.

## بنغلاديش
تتأثر العلاقة بين بنغلاديش وباكستان بالتاريخ. بسبب التمييز العنصري السياسي والاقتصادي واللغوي والعرقي من قبل الدولة الباكستانية قبل الاستقلال في عام 1971، والمجازر التي ارتكبت ضد البنغاليين على يد الجيش الباكستاني خلال حرب تحرير بنغلاديش، يكره بعض الناس في بنغلاديش كل شيء متعلق بباكستان. تطالب حكومة بنغلاديش باعتذار رسمي عن تلك الأعمال الوحشية التي ارتكبها رئيس الدولة الباكستانية، فضلًا عن محاكمة القادة العسكريين والسياسيين السابقين الذين لعبوا دورًا في عمليات الجيش في باكستان الشرقية آنذاك. واصلت باكستان تجاهل هذا الطلب.
أجلّت هيئة رياضة الكريكت في بنغلاديش في عام 2012 جولة في باكستان إلى أجل غير مسمى وسط مخاوف بشأن سلامة اللاعبين، بعد احتجاجات من جانب بنغلاديش وحملة على مواقع التواصل الاجتماعي ضد الزيارة.
نُظمت احتجاجات أمام المفوضية العليا الباكستانية ردًا على تبني الجمعية الوطنية الباكستانية قرار إدانة إعدام عبد القادر ملا.
وجد استطلاع للرأي عام 2014 أنّ 50٪ من مواطني بنغلادش يملكون وجهة نظر إيجابية عن باكستان.

## أفغانستان
تأثرت العلاقات بين أفغانستان وباكستان سلبًا بسبب القضايا المتعلقة بخط ديورند والحرب في أفغانستان منذ عام 1978 وحتى الآن (المجاهدين، واللاجئين الأفغان، وتمرد طالبان والمناوشات الحدودية)، وأيضًا المياه والنفوذ المتزايد للهند في أفغانستان. يتحمل مسؤولية معظم الهجمات الرئيسية في أفغانستان الدول المجاورة مثل باكستان وإيران، ما يجعل المشاعر المعادية لباكستان عالية في البلاد خاصة بين السياسيين الأفغان. دعمت باكستان المتمردين الأفغان مثل غلبدين حكمتيار، وأحمد شاه مسعود، وشبكة حقاني، وطالبان ضد حكومات أفغانستان استجابةً للدعم الأفغاني للمتمردين البلوش منذ السبعينيات وحتى الآن.
أدّى دعم باكستان لحركة طالبان في التسعينيات إلى تأجج مشاعر معادية قوية ضد باكستان في أفغانستان. وفقًا للخبير في شؤون باكستان وأفغانستان أحمد رشيد: «يوجد ما بين 80000 إلى 100000 باكستاني تدربوا وقاتلوا في أفغانستان بين عامي 1994 و1999» لدعم نظام طالبان. وصف المراقبون الدوليون دور الجيش الباكستاني خلال ذلك الوقت بأنه غزو زاحف لأفغانستان. كما تكشف وثائق الأمم المتحدة دور قوات الدعم العربية والباكستانية في حملات مذبحة طالبان. ولعب تمويل ودعم أمير الحرب غلبدين حكمتيار الذي حاصر مدينة كابول بالصواريخ لمدة ثلاث سنوات وقتل الآلاف من المدنيين دورًا في تأجيج المشاعر المعادية لباكستان.
في سياق تمرد طالبان: تأججت المشاعر المناهضة لباكستان مرة أخرى بعد سلسلة من التفجيرات الانتحارية التي نفذتها طالبان، والتي تسببت في عامي 2011 و2012 بما يعادل 80٪ من الخسائر المدنية في أفغانستان، وتزعم الحكومة الأفغانية والعديد من المسؤولين الدوليين أنها بدعم من باكستان. شجبت المظاهرات في أفغانستان دولة باكستان سياسيًا لدورها المزعوم في هجمات طالبان. قال القادة الأفغان مثل أمرالله صالح وأحمد والي مسعود (الأخ الأصغر لأحمد شاه مسعود) إن انتقاداتهم موجهة إلى سياسة الجيش الباكستاني وليس إلى باكستان كدولة. وذكرا أن الشعب الباكستاني كان كريمًا للغاية في توفير المأوى للاجئين الأفغان، لكن سياسة الجيش الباكستاني هي التي تسببت في معاناة الشعب الأفغاني.
تأججت المشاعر المعادية لباكستان في أفغانستان بعد مئات من التفجيرات الانتحارية والاغتيالات. أُشعلت احتجاجات جماهيرية في العديد من المقاطعات الأفغانية في عام 2017 في محاولة لتسليط الضوء على أن باكستان كانت دولة راعية للإرهاب.